# Jany Temime
Jany Temime, nata Janine Hubar (Algeri, 11 aprile 1948), è una costumista francese, nota per aver lavorato a numerosi film famosi come la saga di Harry Potter, di cui ha curato i costumi dal terzo film in poi, L'albero di Antonia, Skyfall e Spectre.

## Filmografia

### Cinema
- Rooie Sien, regia di Frans Weisz (1975)
- A Question of Silence (De stilte rond Christine M.), regia di Marleen Gorris (1982)
- L'ascensore (De Lift), regia di Dick Maas (1983)
- Ciskje - Storia di un bambino (Ciske de Rat), regia di Guido Pieters (1984)
- Voor een verloren soldaat, regia di Roeland Kerbosch (1992)
- L'albero di Antonia (Antonia), regia di Marleen Gorris (1995)
- Character - Bastardo eccellente (Karakter), regia di Mike van Diem (1997)
- Gangster nº 1 (Gangster No. 1), regia di Paul McGuigan (2000)
- La partita - La difesa di Lužin (The Luzhin Defence), regia di Marleen Gorris (2000)
- High Heels and Low Lifes, regia di Mel Smith (2001)
- Invincibile (Invincible), regia di Werner Herzog (2001)
- Harry Potter e il prigioniero di Azkaban (Harry Potter and the Prisoner of Azkaban), regia di Alfonso Cuarón (2004)
- Che pasticcio, Bridget Jones! (Bridget Jones: The Edge of Reason), regia di Beeban Kidron (2004)
- Harry Potter e il calice di fuoco (Harry Potter and the Goblet of Fire), regia di Mike Newell (2005)
- Io e Beethoven (Copying Beethoven), regia di Agnieszka Holland (2006)
- I figli degli uomini (Children of Men), regia di Alfonso Cuarón (2006)
- Harry Potter e l'Ordine della Fenice (Harry Potter and the Order of the Phoenix), regia di David Yates (2007)
- In Bruges - La coscienza dell'assassino (In Bruges), regia di Martin McDonagh (2008)
- Harry Potter e il principe mezzosangue (Harry Potter and the Half-Blood Prince), regia di David Yates (2009)
- Harry Potter e i Doni della Morte - Parte 1 (Harry Potter and the Deathly Hallows - Part 1), regia di David Yates (2010)
- Harry Potter e i Doni della Morte - Parte 2 (Harry Potter and the Deathly Hallows - Part 2), regia di David Yates (2011)
- La furia dei titani (Wrath of the Titans), regia di Jonathan Liebesman (2012)
- Skyfall, regia di Sam Mendes (2012)
- Gravity, regia di Alfonso Cuarón (2013)
- Hercules - Il guerriero (Hercules), regia di Brett Ratner (2014)
- Spectre, regia di Sam Mendes (2015)
- Victor - La storia segreta del dott. Frankenstein (Victor Frankenstein), regia di Paul McGuigan (2015)
- Passengers, regia di Morten Tyldum (2016)
- Le stelle non si spengono a Liverpool (Film Stars Don't Die in Liverpool), regia di Paul McGuigan (2017)
- Il ragazzo che diventerà re (The Kid Who Would Be King), regia di Joe Cornish (2019)
- Judy, regia di Rupert Goold (2019)
- 6 Underground, regia di Michael Bay (2019)
- Black Widow, regia di Cate Shortland (2021)

### Televisione
- House of the Dragon – serie TV, 10 episodi (2022)
- Disclaimer - La vita perfetta (Disclaimer) - miniserie TV, regia di Alfonso Cuarón (2024)